# 440 West 42nd Street
Il 440 West 42nd Street, conosciuto anche come Middle of Manhattan (da qui nasce il nome MiMA), è un grattacielo a uso misto situato nel quartiere di Hell's Kitchen a New York.

## Caratteristiche
Alto 204 metri e con 63 piani, venne costruito tra il 2007 e il 2011. I lavori sarebbero dovuti cominciare nel 2005 ma la crisi economica ha fermato i lavori di costruzione delle fondamenta che sono così slittati di un paio d'anni. Progettato dallo studio di architettura Arquitectonica di Miami, ha 43 piani occupato da appartamenti di lusso affittabili (dal 7º al 50º piano), dodici piani di condomini (dal piano 51 al 63), e un hotel Yotel ai piani più bassi.